# Hokej na lodzie na Zimowych Igrzyskach Olimpijskich 2018 – turniej mężczyzn
Turniej olimpijski w hokeju na lodzie mężczyzn podczas XXIII Zimowych Igrzysk Olimpijskich w Pjongczangu – 23. edycja turnieju w historii, zorganizowana w dniach 14–25 lutego 2018 roku. Do rywalizacji przystąpiło 12 drużyn podzielonych na trzy grupy. Turniej obejmował trzydzieści spotkań: 18 w fazie grupowej, 4 w rundzie kwalifikacyjnej, cztery ćwierćfinały, dwa półfinały oraz po jednym meczu o brązowy oraz złoty medal. W każdej z nich zmagania toczyły się systemem kołowym (tj. każdy z każdym, po jednym meczu). Po zakończeniu tego poziomu rozgrywek rozpoczęła się decydująca faza pucharowa. W pierwszej rundzie zagrało osiem najgorszych zespołów fazy grupowej systemem: 5-12, 6-11, 7-10, 8-9. Zwycięzcy tych par awansowali do ćwierćfinałów, w których już wcześniej znalazły się najlepsze cztery zespoły fazy grupowej. Do finału awansowały dwie drużyny, które zwyciężyły w spotkaniach półfinałowych.
Mecze rozgrywane były w dwóch halach: Gangneung Hockey Centre oraz Catholic Kwandong University Gymnasium w mieście Gangneung.
Obrońcami złotych medali byli Kanadyjczycy, którzy w Soczi 2014 pokonali Szwecję 3:0. Ostatecznie reprezentacja Kanady zakończyła zmagania olimpijskie z brązowym medalem, srebro zdobyli Niemcy a złoto olimpijczycy z Rosji.
Reprezentacja gospodarzy, Korei Południowej, była debiutantem w turnieju hokeja na lodzie na zimowych igrzyskach olimpijskich:

## Kwalifikacje
Udział w turnieju olimpijskim miało zapewnionych osiem najwyżej sklasyfikowanych reprezentacji w rankingu IIHF oraz gospodarz igrzysk, reprezentacja Korei. Do rankingu wliczane były wyniki z mistrzostw świata w 2012, 2013, 2014 i 2015 roku oraz z turnieju olimpijskiego rozegranego w 2014 w Soczi. Reprezentacjami sklasyfikowanymi na miejscach 1-8 były: Kanada, Rosja, Szwecja, Finlandia, Stany Zjednoczone, Czechy, Szwajcaria oraz Słowacja. Pozostałe reprezentacje rywalizowały o trzy wolne miejsca w turniejach kwalifikacyjnych. Podział na grupy kwalifikacyjne został przeprowadzony w oparciu o Mistrzostwa Świata z 2015 roku. Przeprowadzono cztery rundy kwalifikacji: pierwszą, drugą, trzecią oraz finałową. W pierwszej rundzie bezpośredni mecz o awans do następnej rundy rozegrały ze sobą najniżej sklasyfikowane reprezentacje Bułgarii oraz Gruzji. W meczu, który odbył się w Sofii gospodarze wygrali 9:1. W drugiej rundzie kwalifikacji odbyły się dwa turnieje, a tylko zwycięzca awansował do dalszych eliminacji. Pierwszy turniej został rozegrany w stolicy Estonii Tallinnie. Zwycięstwo w nim odniosła reprezentacja Estonii, która z kompletem punktów wyprzedziła Meksyk, Izrael oraz Bułgarię. W równolegle rozgrywanym turnieju w hiszpańskim Valdemoro zwyciężyła Serbia, która w tabeli wyprzedziła Hiszpanię, Islandię oraz Chiny.
Trzecia runda kwalifikacji odbyła się w dniach 11–14 lutego 2016 roku. Reprezentacje rywalizowały o awans do decydującej rundy w trzech turniejach nazwanych grupą G, H i J. Zespoły z grupy G rozgrywały swoje mecze we włoskim Cortina d’Ampezzo. W tym turnieju zwyciężyli Włosi przed Wielką Brytanią, Holandią i Serbią. Gospodarzem drugiego turnieju były Węgry. Mecze odbyły się w stolicy kraju Budapeszcie. W turnieju zwyciężyła Polska, która w decydującym meczu zwyciężyła po rzutach karnych Węgry. Trzecie miejsce zajęła Estonia, a czwarte Litwa. Ostatnia grupa J swoje mecze rozgrywała w Japonii, w Sapporo. W turnieju zwyciężyli gospodarze, którzy wyprzedzili Ukrainę, Chorwację oraz Rumunię.

## Sędziowie
Pod koniec listopada 2017 przedstawiono listę 28 arbitrów przewidzianych na turniej mężczyzn ZIO 2018 (po 14 sędziów głównych i 14 liniowych):
Sędziowie główni
Roman Gofman (Rosja), Oliver Gouin (Kanada), Jan Hribik (Czechy), Brett Iverson (Kanada), Antonín Jeřábek (Czechy), Jozef Kubuš (Słowacja), Mark Lemelin (Austria), Timothy Mayer (Stany Zjednoczone), Linus Öhlund (Szwecja), Konstantin Olenin (Rosja), Aleksi Rantala (Finlandia), Anssi Salonen (Finlandia), Daniel Stricker (Szwajcaria), Tobias Wehrli (Szwajcaria).
Sędziowie liniowi
Jimmy Dahmen (Szwecja), Nicolas Fluri (Szwajcaria), Roman Kaderli (Szwajcaria), Lukas Kohlmüller (Niemcy), Vit Lederer (Czechy), Miroslav Lhotsky (Czechy), Gleb Łazariew (Rosja), Fraser McIntyre (Stany Zjednoczone), Aleksandr Otmachow (Rosja), Henrik Pihlblad (Szwecja), Judson Ritter (Stany Zjednoczone), Hannu Sormunen (Finlandia), Sakari Suominen (Finlandia), Nathan Vanoosten (Kanada).

## Media i transmisje
W Polsce mecze hokeja na lodzie mężczyzn transmitowały kanały telewizji publicznej TVP oraz stacja Eurosport. W otwartych kanałach TVP1 i TVP2 kibice mogli obejrzeć 12 transmisji. Pierwszy mecz turnieju olimpijskiego Telewizja Polska pokazała 14 lutego o godz. 12:55. Zmierzyły się w nim reprezentacje Słowacji i Rosji, które w Pjongczangu, ze względu na aferę dopingową wystąpiły pod flagą olimpijską jako Sportowcy olimpijscy z Rosji. Oprócz relacji w kanałach telewizyjnych mecze hokeja były transmitowane w Internecie na stronie sport.tvp.pl i w aplikacji mobilnej. W roli współkomentatora wystąpił były reprezentant Polski i zawodnik klubów NHL Mariusz Czerkawski. Stacja Eurosport, która była oficjalnym nadawcą igrzysk w Korei Południowej pokazała mecze turnieju hokejowego głównie w kanale Eurosport 2, w którym były pokazywane najbardziej popularne dyscypliny. W kanale Eurosport 1 były transmitowane głównie występy reprezentantów danego kraju. Poza kanałami telewizyjnymi mecze można było obejrzeć w Eurosport Playerze.

## Składy reprezentacji
Do udziału w turnieju mężczyzn pierwotnie zakwalifikowano 12 reprezentacji. Z uwagi na wykluczenie całej ekipy Rosji z igrzysk z powodu afery dopingowej, także kadra hokeja na lodzie z tego kraju nie została dopuszczona do rozgrywki w tej dyscyplinie. Pod koniec 2017 rada IIHF wydała oświadczenie, w którym wyrażono opinię, iż wszyscy nie sportowcy nie ukarani za stosowanie niedozwolonego dopingu, także z Rosji, muszą mieć prawo reprezentowania swojego kraju w Zimowych Igrzyskach Olimpijskich 2018. 22 stycznia 2018 władze MKOl przedstawiły listę hokeistów rosyjskich, zaproszonych do udziału w turnieju, aczkolwiek na liście nie uwzględniono pięciu zawodników występującej w tym czasie w kadrze Rosji.
Po raz pierwszy od 1994 w igrzyskach nie wystąpili gracze NHL. Mimo wielomiesięcznych negocjacji władze NHL nie przystały na propozycje IIHF i MKOl dotyczące sfinansowania (przeloty, koszty pobytu, ubezpieczenia) udziału graczy NHL w igrzyskach. 3 kwietnia 2017 komisarz NHL Gary Bettman poinformował, że w kalendarzu NHL nie przewiduje się przerwy w rozgrywkach na czas igrzysk.
- Czechy – Bramkarze: Patrik Bartošák, Pavel Francouz, Dominik Furch; Obrońcy: Michal Jordán, Jan Kolář, Tomáš Kundrátek, Vojtěch Mozík, Jakub Nakládal, Ondřej Němec, Adam Polášek, Ondřej Vitásek; Napastnicy: Michal Birner, Roman Červenka, Martin Erat (k), Dominik Kubalík, Roman Horák, Petr Koukal, Jan Kovář, Tomáš Mertl, Lukáš Radil, Michal Řepík, Martin Růžička, Jiří Sekáč, Michal Vondrka, Tomáš Zohorna; Trener: Josef Jandač[13][14].
- Finlandia – Bramkarze: Mikko Koskinen, Juha Metsola, Karri Rämö; Obrońcy: Miro Heiskanen, Juuso Hietanen, Tommi Kivistö, Miika Koivisto, Lasse Kukkonen (k), Mikko Lehtonen, Sami Lepistö, Atte Ohtamaa; Napastnicy: Marko Anttila, Jonas Enlund, Teemu Hartikainen, Joonas Kemppainen, Petri Kontiola, Jarno Koskiranta, Julius Junttila, Jani Lajunen, Sakari Manninen, Oskar Osala, Jukka Peltola, Mika Pyörälä, Veli-Matti Savinainen, Eeli Tolvanen; Trener: Lauri Marjamäki[15].
- Kanada – Bramkarze: Justin Peters, Kevin Poulin, Ben Scrivens; Obrońcy: Stefan Elliott, Chay Genoway, Cody Goloubef, Marc-André Gragnani, Chris Lee, Maxim Noreau, Mat Robinson, Karl Stollery; Napastnicy: René Bourque, Gilbert Brulé, Andrew Ebbett, Chris Kelly (k), Rob Klinkhammer, Brandon Kozun, Maxim Lapierre, Eric O’Dell, Derek Roy, Mason Raymond, Christian Thomas, Linden Vey, Wojtek Wolski; Trener: Willie Desjardins[16][17][18].
- Korea Południowa – Bramkarze: Matt Dalton, Park Gye-hoon, Park Sung-je; Obrońcy: Cho Hyung-gon, Kim Won-jun, Lee Don-ku, Oh Hyon-ho, Alex Plante, Eric Regan, Seo Yeong-jun, Bryan Young; Napastnicy: Ahn Jin-hui, Cho Min-ho, Jeon Jung-woo, Kim Ki-sung, Kim Sang-wook, Kim Won-jung, Lee Young-jun, Park Jin-kyu, Park Woo-sang (k), Brock Radunske, Shin Sang-hoon, Shin Sang-woo, Michael Swift, Mike Testwuide; Trener: Jim Peak[19].
- Niemcy – Bramkarze: Danny aus den Birken, Dennis Endras, Timo Pielmeier; Obrońcy: Daryl Boyle, Christian Ehrhoff, Frank Hordler, Björn Krupp, Jonas Müller, Moritz Müller, Denis Reul, Yannic Seidenberg; Napastnicy: Yasin Ehliz, Gerrit Fauser, Marcel Goc (k), Patrick Hager, Dominik Kahun, Marcus Kink, Brooks Macek, Frank Mauer, Marcel Noebels, Leonhard Pföderl, Matthias Plachta, Patrick Reimer, Felix Schütz, David Wolf; Trener: Marco Sturm[20].
- Norwegia – Bramkarze: Lars Haugen, Henrik Haukeland, Henrik Holm; Obrońcy: Alexander Bonsaksen, Stefan Espeland, Jonas Holøs (k), Johannes Johannesen, Erlend Lesund, Mattias Nørstebø, Daniel Sørvik, Henrik Ødegaard; Napastnicy: Anders Bastiansen, Kristian Forsberg, Ludvig Hoff, Tommy Kristiansen, Ken André Olimb, Mathis Olimb, Aleksander Reichenberg, Niklas Roest, Mats Rosseli Olsen, Martin Røymark, Eirik Salsten, Patrick Thoresen, Steffen Thoresen, Matthias Trettenes; Trener: Petter Thoresen[21][22].
- Olimpijscy sportowcy z Rosji – Bramkarze: Wasilij Koszeczkin, Ilja Sorokin, Igor Szestiorkin; Obrońcy: Władisław Gawrikow, Jegor Jakowlew, Bogdan Kisielewicz, Aleksiej Marczenko, Nikita Niestierow, Wiaczesław Wojnow, Artiom Zub, Andriej Zubariew; Napastnicy: Siergiej Andronow, Aleksandr Barabanow, Pawieł Daciuk (k), Michaił Grigorienko, Nikita Gusiew, Ilja Kabłukow, Siergiej Kalinin, Kiriłł Kaprizow, Ilja Kowalczuk, Siergiej Moziakin, Nikołaj Prochorkin, Wadim Szypaczow, Siergiej Szyrokow, Iwan Tielegin; Trener: Oleg Znarok[23][24]
- Słowacja – Bramkarze: Branislav Konrád, Ján Laco, Patrik Rybár; Obrońcy: Ivan Baranka, Michal Čajkovský, Peter Čerešňák, Marek Ďaloga, Dominik Graňák, Juraj Mikuš, Tomáš Starosta, Juraj Valach; Napastnicy: Martin Bakoš, Miloš Bubela, Lukáš Cingeľ, Marcel Haščák, Marek Hovorka, Michal Krištof, Andrej Kudrna, Patrik Lamper, Tomáš Marcinko, Ladislav Nagy, Peter Ölvecký, Matej Paulovič, Matúš Sukeľ, Tomáš Surový (k); Trener: Craig Ramsay[25][26][27].
- Słowenia – Bramkarze: Luka Gračnar, Gašper Krošelj, Matija Pintarič; Obrońcy: Blaž Gregorc, Sabahudin Kovačević, Aleš Kranjc, Žiga Pavlin, Matic Podlipnik, Jurij Repe, Mitja Robar, Luka Vidmar; Napastnicy: Boštjan Goličič, Andrej Hebar, Žiga Jeglič, Anže Kuralt, Jan Muršak (k), Aleš Mušič, Ken Ograjenšek, Žiga Pance, David Rodman, Marcel Rodman, Robert Sabolič, Rok Tičar, Jan Urbas, Miha Verlič; Trener: Kari Savolainen[28][29].
- Stany Zjednoczone – Bramkarze: David Leggio, Brandon Maxwell, Ryan Zapolski; Obrońcy: Chad Billins, Jonathon Blum, Will Borgen, Matt Gilroy, Ryan Gunderson, Bobby Sanguinetti, James Wisniewski, Noah Welch; Napastnicy: Mark Arcobello, Chris Bourque, Bobby Butler, Ryan Donato, Brian Gionta (k), Jordan Greenway, Chad Kolarik, Broc Little, John McCarthy, Brian O’Neill, Garrett Roe, Jim Slater, Ryan Stoa, Troy Terry; Trener: Tony Granato[30][31][32][33].
- Szwajcaria – Bramkarze: Leonardo Genoni, Jonas Hiller, Tobias Stephan; Obrońcy: Eric Blum, Raphael Diaz (k), Felicien Du Bois, Philippe Furrer, Patrick Geering, Romain Loeffel, Dominik Schlumpf, Ramon Untersander; Napastnicy: Cody Almond, Andres Ambühl, Simon Bodenmann, Enzo Corvi, Gaëtan Haas, Fabrice Herzog, Denis Hollenstein, Simon Moser, Vincent Praplan, Thomas Rufenacht, Reto Schäppi, Tristan Scherwey, Pius Suter, Joel Vermin; Trener: Patrick Fischer[34].
- Szwecja – Bramkarze: Jhonas Enroth, Viktor Fasth, Magnus Hellberg; Obrońcy: Jonas Ahnelöv, Simon Bertilsson, Rasmus Dahlin, Johan Fransson, Erik Gustafsson, Patrik Hersley, Staffan Kronwall, Mikael Wikstrand; Napastnicy: Dick Axelsson, Alexander Bergström, Dennis Everberg, Carl Klingberg, Anton Lander, Pär Lindholm, Joakim Lindström, Joel Lundqvist (k), Oscar Möller, John Norman, Linus Omark, Fredrik Pettersson, Viktor Stålberg, Patrik Zackrisson; Trener: Rikard Grönborg[35][36].

## Faza grupowa
Uczestników turnieju podzielono do trzech czterozespołowych grup:
| Grupa A - Czechy - Kanada - Korea Południowa - Szwajcaria |  | Grupa B - Olimpijczycy rosyjscy - Słowacja - Słowenia - Stany Zjednoczone |  | Grupa C - Finlandia - Niemcy - Norwegia - Szwecja |

     Awans do ćwierćfinału
     Awans do rundy kwalifikacyjnej.

### Grupa A
Wyniki
| 15 lutego 2018 | Czechy | 2:1 | Korea Południowa | Gangneung Hockey Center, Gangneung |

| Szczegóły      | Szczegóły                               | Szczegóły       | Szczegóły            | Szczegóły                                                                                                |
| -------------- | --------------------------------------- | --------------- | -------------------- | --- |
| Godzina: 21:10 | J. Kovář (PP) 11:59 M. Řepík (SH) 16:18 | (2:1, 0:0, 0:0) | 07:34 (EQ) C. Min-ho | Widzów: 6025 Sędzia główny: Mark Lemelin Linus Öhlund Sędziowie liniowi: Henrik Pihlblad Sakari Suominen |
| Godzina: 21:10 | 8 min. kar                              |                 | 6 min. kar           | Widzów: 6025 Sędzia główny: Mark Lemelin Linus Öhlund Sędziowie liniowi: Henrik Pihlblad Sakari Suominen |

| 15 lutego 2018 | Szwajcaria | 1:5 | Kanada | Kwandong Hockey Center, Gangneung |

| Szczegóły      | Szczegóły           | Szczegóły       | Szczegóły                                                                                                  | Szczegóły |
| -------------- | ------------------- | --------------- | --- | --- |
| Godzina: 21:10 | S. Moser (PP) 47:33 | (0:2, 0:2, 1:1) | 02:57 (EQ) R. Bourque 07:30 (PP) M. Noreau 25:00 (PP) R. Bourque 25:52 (EQ) W. Wolski 54:53 (EQ) W. Wolski | Widzów: 2802 Sędzia główny: Antonín Jeřábek Konstantin Olenin Sędziowie liniowi: Jimmy Dahmen Aleksandr Otmachow |
| Godzina: 21:10 | 6 min. kar          |                 | 6 min. kar                                                                                                 | Widzów: 2802 Sędzia główny: Antonín Jeřábek Konstantin Olenin Sędziowie liniowi: Jimmy Dahmen Aleksandr Otmachow |

| 17 lutego 2018 | Kanada | 2:3 pk. | Czechy | Gangneung Hockey Center, Gangneung |

| Szczegóły      | Szczegóły                                   | Szczegóły                 | Szczegóły                                                       | Szczegóły                                                                                             |
| -------------- | ------------------------------------------- | ------------------------- | --------------------------------------------------------------- | --- |
| Godzina: 12:10 | M. Raymond (PP) 01:13 R. Bourque (PP) 13:30 | (2:1, 0:1, 0:0, 0:0, 0:1) | 06:52 (EQ) D. Kubalík 20:25 (EQ) M. Jordán 65:00 (GWG) J. Kovář | Widzów: 6731 Sędzia główny: Roman Gofman Anssi Salonen Sędziowie liniowi: Gleb Łazariew Judson Ritter |
| Godzina: 12:10 | 6 min. kar                                  |                           | 10 min. kar                                                     | Widzów: 6731 Sędzia główny: Roman Gofman Anssi Salonen Sędziowie liniowi: Gleb Łazariew Judson Ritter |

| 17 lutego 2018 | Korea Południowa | 0:8 | Szwajcaria | Gangneung Hockey Center, Gangneung |

| Szczegóły      | Szczegóły  | Szczegóły       | Szczegóły | Szczegóły                                                                                                 |
| -------------- | ---------- | --------------- | --- | --- |
| Godzina: 16:40 |            | (0:1, 0:2, 0:5) | 10:23 (EQ) D. Hollenstein 27:36 (EQ) F. Du Bois 35:55 (EQ) P. Suter 43:50 (EQ) T. Rufenacht 45:17 (EQ) P. Suter 46:45 (EQ) R. Schäppi 51:24 (EQ) P. Suter 55:10 (EQ) E. Corvi | Widzów: 6568 Sędzia główny: Jan Hribik Aleksi Rantala Sędziowie liniowi: Miroslav Lhotsky Fraser McIntyre |
| Godzina: 16:40 | 8 min. kar |                 | 10 min. kar | Widzów: 6568 Sędzia główny: Jan Hribik Aleksi Rantala Sędziowie liniowi: Miroslav Lhotsky Fraser McIntyre |

| 18 lutego 2018 | Czechy | 4:1 | Szwajcaria | Gangneung Hockey Center, Gangneung |

| Szczegóły      | Szczegóły                                                                            | Szczegóły       | Szczegóły               | Szczegóły |
| -------------- | ------------------------------------------------------------------------------------ | --------------- | ----------------------- | --- |
| Godzina: 16:40 | M. Řepík (PP) 07:09 D. Kubalík (EQ) 43:02 R. Červenka (EQ) 58:40 M. Řepík (EQ) 59:11 | (1:1, 0:0, 3:0) | 14:47 (EQ) T. Rufenacht | Widzów: 6137 Sędzia główny: Brett Iverson Konstantin Olenin Sędziowie liniowi: Judson Ritter Nathan Vanoosten |
| Godzina: 16:40 | 10 min. kar                                                                          |                 | 2 min. kar              | Widzów: 6137 Sędzia główny: Brett Iverson Konstantin Olenin Sędziowie liniowi: Judson Ritter Nathan Vanoosten |

| 18 lutego 2018 | Kanada | 4:0 | Korea Południowa | Gangneung Hockey Center, Gangneung |

| Szczegóły      | Szczegóły                                                                            | Szczegóły       | Szczegóły  | Szczegóły                                                                                            |
| -------------- | ------------------------------------------------------------------------------------ | --------------- | ---------- | --- |
| Godzina: 21:10 | C. Thomas (EQ) 07:36 E. O’Dell (EQ) 34:22 M. Lapierre (EQ) 43:43 G. Brulé (PP) 58:02 | (1:0, 1:0, 2:0) |            | Widzów: 6038 Sędzia główny: Jozef Kubuš Daniel Stricker Sędziowie liniowi: Nicolas Fluri Vit Lederer |
| Godzina: 21:10 | 8 min. kar                                                                           |                 | 8 min. kar | Widzów: 6038 Sędzia główny: Jozef Kubuš Daniel Stricker Sędziowie liniowi: Nicolas Fluri Vit Lederer |

Tabela
| Lp. | Zespół           | M | Z | Zd | Pd | P | G+ | G- | +/− | Pkt |
| --- | ---------------- | - | - | -- | -- | - | -- | -- | --- | --- |
| 1.  | Czechy           | 3 | 2 | 1  | 0  | 0 | 9  | 4  | +5  | 8   |
| 2.  | Kanada           | 3 | 1 | 0  | 1  | 0 | 11 | 4  | +7  | 7   |
| 3.  | Szwajcaria       | 3 | 1 | 0  | 0  | 2 | 10 | 9  | +1  | 3   |
| 4.  | Korea Południowa | 3 | 0 | 0  | 0  | 3 | 1  | 14 | -13 | 0   |

### Grupa B
Wyniki
| 14 lutego 2018 | Słowacja | 3:2 | Olimpijczycy rosyjscy | Gangneung Hockey Center, Gangneung |

| Szczegóły      | Szczegóły                                                        | Szczegóły       | Szczegóły                                     | Szczegóły                                                                                                |
| -------------- | ---------------------------------------------------------------- | --------------- | --------------------------------------------- | --- |
| Godzina: 21:10 | P. Ölvecký (EQ) 16:05 M. Bakoš (EQ) 17:55 P. Čerešňák (PP) 48:30 | (2:2, 0:0, 1:0) | 02:54 (EQ) W. Gawrikow 04:08 (EQ) K. Kaprizow | Widzów: 4025 Sędzia główny: Brett Iverson Aleksi Rantala Sędziowie liniowi: Vit Lederer Nathan Vanoosten |
| Godzina: 21:10 | 12 min. kar                                                      |                 | 10 min. kar                                   | Widzów: 4025 Sędzia główny: Brett Iverson Aleksi Rantala Sędziowie liniowi: Vit Lederer Nathan Vanoosten |

| 14 lutego 2018 | Stany Zjednoczone | 2:3 pd. | Słowenia | Kwandong Hockey Center, Gangneung |

| Szczegóły      | Szczegóły                                    | Szczegóły            | Szczegóły                                                     | Szczegóły                                                                                              |
| -------------- | -------------------------------------------- | -------------------- | ------------------------------------------------------------- | --- |
| Godzina: 21:10 | B. O’Neill (EQ) 17:44 J. Greenway (EQ) 32:57 | (1:0, 1:0, 0:2, 0:1) | 45:49 (EQ) J. Urbas 58:23 (EQ) J. Muršak 60:38 (EQ) J. Muršak | Widzów: 3348 Sędzia główny: Jan Hribik Anssi Salonen Sędziowie liniowi: Roman Kaderli Lukas Kohlmüller |
| Godzina: 21:10 | 6 min. kar                                   |                      | 6 min. kar                                                    | Widzów: 3348 Sędzia główny: Jan Hribik Anssi Salonen Sędziowie liniowi: Roman Kaderli Lukas Kohlmüller |

| 16 lutego 2018 | Stany Zjednoczone | 2:1 | Słowacja | Gangneung Hockey Center, Gangneung |

| Szczegóły      | Szczegóły                                 | Szczegóły       | Szczegóły            | Szczegóły                                                                                                  |
| -------------- | ----------------------------------------- | --------------- | -------------------- | --- |
| Godzina: 12:10 | R. Donato (PP) 07:10 R. Donato (PP) 42:51 | (1:1, 0:0, 1:0) | 07:35 (EQ) A. Kudrna | Widzów: 5652 Sędzia główny: Oliver Gouin Tobias Wehrli Sędziowie liniowi: Nicolas Fluri Aleksandr Otmachow |
| Godzina: 12:10 | 4 min. kar                                |                 | 10 min. kar          | Widzów: 5652 Sędzia główny: Oliver Gouin Tobias Wehrli Sędziowie liniowi: Nicolas Fluri Aleksandr Otmachow |

| 16 lutego 2018 | Olimpijczycy rosyjscy | 8:2 | Słowenia | Gangneung Hockey Center, Gangneung |

| Szczegóły      | Szczegóły | Szczegóły       | Szczegóły                                | Szczegóły                                                                                                   |
| -------------- | --- | --------------- | ---------------------------------------- | --- |
| Godzina: 16:40 | S. Moziakin (PP) 18:23 I. Kowalczuk (EQ) 18:45 A. Barabanow (PP) 26:00 I. Kabłukow (EQ) 28:48 K. Kaprizow (EQ) 30:02 I. Kowalczuk (EQ) 37:16 K. Kaprizow (EQ) 41:15 K. Kaprizow (EQ) 47:12 | (2:0, 4:1, 2:1) | 33:31 (EQ) J. Muršak 59:27 (EQ) Ž. Pance | Widzów: 6018 Sędzia główny: Mark Lemelin Daniel Stricker Sędziowie liniowi: Lukas Kohlmüller Hannu Sormunen |
| Godzina: 16:40 | 8 min. kar |                 | 6 min. kar                               | Widzów: 6018 Sędzia główny: Mark Lemelin Daniel Stricker Sędziowie liniowi: Lukas Kohlmüller Hannu Sormunen |

| 17 lutego 2018 | Olimpijczycy rosyjscy | 4:0 | Stany Zjednoczone | Gangneung Hockey Center, Gangneung |

| Szczegóły      | Szczegóły                                                                                         | Szczegóły       | Szczegóły   | Szczegóły                                                                                           |
| -------------- | ------------------------------------------------------------------------------------------------- | --------------- | ----------- | --------------------------------------------------------------------------------------------------- |
| Godzina: 21:10 | N. Prochorkin (EQ) 07:21 N. Prochorkin (EQ) 22:14 I. Kowalczuk (EQ) 39:59 I. Kowalczuk (EQ) 40:28 | (1:0, 2:0, 1:0) |             | Widzów: 6473 Sędzia główny: Jozef Kubuš Linus Öhlund Sędziowie liniowi: Vit Lederer Henrik Pihlblad |
| Godzina: 21:10 | 10 min. kar                                                                                       |                 | 10 min. kar | Widzów: 6473 Sędzia główny: Jozef Kubuš Linus Öhlund Sędziowie liniowi: Vit Lederer Henrik Pihlblad |

| 17 lutego 2018 | Słowenia | 3:2 pk. | Słowacja | Kwandong Hockey Center, Gangneung |

| Szczegóły      | Szczegóły                                                        | Szczegóły                 | Szczegóły                                 | Szczegóły                                                                                                   |
| -------------- | ---------------------------------------------------------------- | ------------------------- | ----------------------------------------- | --- |
| Godzina: 21:10 | B. Gregorc (PP) 21:00 A. Kuralt (PP) 24:16 Ž. Jeglič (GWG) 65:00 | (0:0, 2:1, 0:1, 0:0, 1:0) | 35:43 (PP) M. Bubela 45:56 (EQ) M. Haščák | Widzów: 4085 Sędzia główny: Antonín Jeřábek Timothy Mayer Sędziowie liniowi: Hannu Sormunen Sakari Suominen |
| Godzina: 21:10 | 4 min. kar                                                       |                           | 8 min. kar                                | Widzów: 4085 Sędzia główny: Antonín Jeřábek Timothy Mayer Sędziowie liniowi: Hannu Sormunen Sakari Suominen |

Tabela
| Lp. | Zespół                | M | Z | Zd | Pd | P | G+ | G- | +/− | Pkt |
| --- | --------------------- | - | - | -- | -- | - | -- | -- | --- | --- |
| 1.  | Olimpijczycy rosyjscy | 3 | 2 | 0  | 0  | 1 | 14 | 5  | +9  | 6   |
| 2.  | Słowenia              | 3 | 0 | 2  | 0  | 1 | 8  | 12 | -4  | 4   |
| 3.  | Stany Zjednoczone     | 3 | 1 | 0  | 1  | 1 | 4  | 8  | -4  | 4   |
| 4.  | Słowacja              | 3 | 1 | 0  | 1  | 1 | 6  | 7  | -1  | 4   |

### Grupa C
Wyniki
| 15 lutego 2018 | Finlandia | 5:2 | Niemcy | Gangneung Hockey Center, Gangneung |

| Szczegóły      | Szczegóły | Szczegóły       | Szczegóły                                 | Szczegóły                                                                                              |
| -------------- | --- | --------------- | ----------------------------------------- | --- |
| Godzina: 12:10 | S. Lepistö (PP) 03:13 M. Pyörälä (EQ) 15:30 E. Tolvanen (PP) 37:22 L. Kukkonen (EQ) 38:43 J. Kemppainen (PP) 52:48 | (2:1, 2:0, 1:1) | 08:44 (PP) B. Macek 41:51 (EQ) F. Hordler | Widzów: 3695 Sędzia główny: Oliver Gouin Jozef Kubuš Sędziowie liniowi: Nicolas Fluri Miroslav Lhotsky |
| Godzina: 12:10 | 10 min. kar |                 | 10 min. kar                               | Widzów: 3695 Sędzia główny: Oliver Gouin Jozef Kubuš Sędziowie liniowi: Nicolas Fluri Miroslav Lhotsky |

| 15 lutego 2018 | Norwegia | 0:4 | Szwecja | Gangneung Hockey Center, Gangneung |

| Szczegóły      | Szczegóły   | Szczegóły       | Szczegóły                                                                                  | Szczegóły                                                                                             |
| -------------- | ----------- | --------------- | ------------------------------------------------------------------------------------------ | --- |
| Godzina: 16:40 |             | (0:2, 0:0, 0:2) | 05:29 (EQ) P. Lindholm 16:46 (EQ) A. Lander 48:42 (EQ) D. Everberg 49:04 (EQ) M. Wikstrand | Widzów: 3961 Sędzia główny: Roman Gofman Tobias Wehrli Sędziowie liniowi: Gleb Łazariew Judson Ritter |
| Godzina: 16:40 | 14 min. kar |                 | 12 min. kar                                                                                | Widzów: 3961 Sędzia główny: Roman Gofman Tobias Wehrli Sędziowie liniowi: Gleb Łazariew Judson Ritter |

| 16 lutego 2018 | Finlandia | 5:1 | Norwegia | Gangneung Hockey Center, Gangneung |

| Szczegóły      | Szczegóły | Szczegóły       | Szczegóły              | Szczegóły                                                                                            |
| -------------- | --- | --------------- | ---------------------- | --- |
| Godzina: 21:10 | E. Tolvanen (PP) 16:36 E. Tolvanen (EQ) 25:32 V.-M. Savinainen (EQ) 42:59 S. Lepistö (PP) 47:54 S. Manninen (EQ) 56:48 | (1:1, 1:0, 3:0) | 06:29 (PP) S. Thoresen | Widzów: 4180 Sędzia główny: Jan Hribik Brett Iverson Sędziowie liniowi: Jimmy Dahmen Fraser McIntyre |
| Godzina: 21:10 | 8 min. kar |                 | 12 min. kar            | Widzów: 4180 Sędzia główny: Jan Hribik Brett Iverson Sędziowie liniowi: Jimmy Dahmen Fraser McIntyre |

| 16 lutego 2018 | Szwecja | 1:0 | Niemcy | Kwandong Hockey Center, Gangneung |

| Szczegóły      | Szczegóły              | Szczegóły       | Szczegóły  | Szczegóły |
| -------------- | ---------------------- | --------------- | ---------- | --- |
| Godzina: 21:10 | V. Stålberg (EQ) 02:00 | (1:0, 0:0, 0:0) |            | Widzów: 3077 Sędzia główny: Timothy Mayer Konstantin Olenin Sędziowie liniowi: Roman Kaderli Nathan Vanoosten |
| Godzina: 21:10 | 10 min. kar            |                 | 6 min. kar | Widzów: 3077 Sędzia główny: Timothy Mayer Konstantin Olenin Sędziowie liniowi: Roman Kaderli Nathan Vanoosten |

| 18 lutego 2018 | Niemcy | 2:1 pk. | Norwegia | Gangneung Hockey Center, Gangneung |

| Szczegóły      | Szczegóły                                | Szczegóły                 | Szczegóły                 | Szczegóły                                                                                                 |
| -------------- | ---------------------------------------- | ------------------------- | ------------------------- | --- |
| Godzina: 12:10 | P. Hager (PP) 32:53 P. Hager (GWG) 65:00 | (0:0, 1:0, 0:1, 0:0, 1:0) | 45:19 (EQ) A. Reichenberg | Widzów: 5534 Sędzia główny: Mark Lemelin Anssi Salonen Sędziowie liniowi: Jimmy Dahmen Aleksandr Otmachow |
| Godzina: 12:10 | 10 min. kar                              |                           | 55 min. kar               | Widzów: 5534 Sędzia główny: Mark Lemelin Anssi Salonen Sędziowie liniowi: Jimmy Dahmen Aleksandr Otmachow |

| 18 lutego 2018 | Szwecja | 3:1 | Finlandia | Kwandong Hockey Center, Gangneung |

| Szczegóły      | Szczegóły                                                          | Szczegóły       | Szczegóły                | Szczegóły                                                                                                  |
| -------------- | ------------------------------------------------------------------ | --------------- | ------------------------ | --- |
| Godzina: 21:10 | A. Lander (EQ) 14:53 P. Zackrisson (EQ) 48:53 O. Möller (PP) 59:55 | (1:0, 0:1, 2:0) | 21:32 (EQ) J. Kemppainen | Widzów: 3861 Sędzia główny: Oliver Gouin Antonín Jeřábek Sędziowie liniowi: Roman Kaderli Lukas Kohlmüller |
| Godzina: 21:10 | 10 min. kar                                                        |                 | 14 min. kar              | Widzów: 3861 Sędzia główny: Oliver Gouin Antonín Jeřábek Sędziowie liniowi: Roman Kaderli Lukas Kohlmüller |

Tabela
| Lp. | Zespół    | M | Z | Zd | Pd | P | G+ | G- | +/− | Pkt |
| --- | --------- | - | - | -- | -- | - | -- | -- | --- | --- |
| 1.  | Szwecja   | 3 | 3 | 0  | 0  | 0 | 8  | 1  | +7  | 9   |
| 2.  | Finlandia | 3 | 2 | 0  | 0  | 1 | 11 | 6  | +5  | 6   |
| 3.  | Niemcy    | 3 | 1 | 1  | 0  | 2 | 4  | 7  | -3  | 2   |
| 4.  | Norwegia  | 3 | 1 | 0  | 1  | 2 | 2  | 11 | -9  | 1   |

### Grupa D
| Pos. | Nazwa                 | +/− | Pkt. | Pos. w grp. |
| ---- | --------------------- | --- | ---- | ----------- |
| 1D   | Szwecja               | +7  | 9    | 1           |
| 2D   | Czechy                | +5  | 8    | 1           |
| 3D   | Olimpijczycy rosyjscy | +9  | 6    | 1           |
| 4D   | Kanada                | +7  | 7    | 2           |
| 5D   | Finlandia             | +5  | 6    | 2           |
| 6D   | Słowenia              | -4  | 4    | 2           |
| 7D   | Stany Zjednoczone     | -4  | 4    | 3           |
| 8D   | Szwajcaria            | +1  | 3    | 3           |
| 9D   | Niemcy                | -3  | 2    | 3           |
| 10D  | Słowacja              | -1  | 4    | 4           |
| 11D  | Norwegia              | -9  | 1    | 4           |
| 12D  | Korea Południowa      | -13 | 0    | 4           |

## Faza pucharowa

### Runda kwalifikacyjna
| 20 lutego 2018 | Stany Zjednoczone | 5:1 | Słowacja | Gangneung Hockey Center, Gangneung |

| Szczegóły      | Szczegóły | Szczegóły       | Szczegóły              | Szczegóły                                                                                                   |
| -------------- | --- | --------------- | ---------------------- | --- |
| Godzina: 12:10 | R. Donato (EQ) 21:36 J. Wisniewski (PP2) 22:20 M. Arcobello (EQ) 33:30 G. Roe (EQ) 49:52 R. Donato (PP) 56:46 | (0:0, 3:1, 2:0) | 36:54 (PP) P. Čerešňák | Widzów: 6391 Sędzia główny: Aleksi Rantala Anssi Salonen Sędziowie liniowi: Henrik Pihlblad Sakari Suominen |
| Godzina: 12:10 | 8 min. kar |                 | 33 min. kar            | Widzów: 6391 Sędzia główny: Aleksi Rantala Anssi Salonen Sędziowie liniowi: Henrik Pihlblad Sakari Suominen |

| 20 lutego 2018 | Słowenia | 1:2 pd. | Norwegia | Gangneung Hockey Center, Gangneung |

| Szczegóły      | Szczegóły           | Szczegóły            | Szczegóły                                         | Szczegóły                                                                                                 |
| -------------- | ------------------- | -------------------- | ------------------------------------------------- | --- |
| Godzina: 16:40 | J. Urbas (PP) 06:38 | (1:0, 0:0, 0:1, 0:1) | 43:06 (EQ) T. Kristiansen 63:06 (EQ) A. Bonsaksen | Widzów: 6312 Sędzia główny: Daniel Stricker Tobias Wehrli Sędziowie liniowi: Vit Lederer Miroslav Lhotsky |
| Godzina: 16:40 | 4 min. kar          |                      | 12 min. kar                                       | Widzów: 6312 Sędzia główny: Daniel Stricker Tobias Wehrli Sędziowie liniowi: Vit Lederer Miroslav Lhotsky |

| 20 lutego 2018 | Finlandia | 5:2 | Korea Południowa | Gangneung Hockey Center, Gangneung |

| Szczegóły      | Szczegóły | Szczegóły       | Szczegóły                                   | Szczegóły                                                                                             |
| -------------- | --- | --------------- | ------------------------------------------- | --- |
| Godzina: 21:10 | P. Kontiola (PP) 04:42 P. Kontiola (PP) 23:44 M. Heiskanen (EQ) 26:23 J. Hietanen (PP) 47:20 S. Manninen (EQ) 59:53 | (1:0, 2:2, 2:0) | 30:06 (EQ) B. Radunske 32:09 (EQ) Ahn J.-h. | Widzów: 5409 Sędzia główny: Roman Gofman Timothy Mayer Sędziowie liniowi: Nicolas Fluri Gleb Łazariew |
| Godzina: 21:10 | 2 min. kar |                 | 8 min. kar                                  | Widzów: 5409 Sędzia główny: Roman Gofman Timothy Mayer Sędziowie liniowi: Nicolas Fluri Gleb Łazariew |

| 20 lutego 2018 | Szwajcaria | 1:2 pd. | Niemcy | Kwandong Hockey Center, Gangneung |

| Szczegóły      | Szczegóły           | Szczegóły            | Szczegóły                                      | Szczegóły                                                                                             |
| -------------- | ------------------- | -------------------- | ---------------------------------------------- | --- |
| Godzina: 21:10 | S. Moser (EQ) 23:40 | (0:1, 1:0, 0:0, 0:1) | 01:19 (PP) L. Pföderl 60:26 (EQ) Y. Seidenberg | Widzów: 2878 Sędzia główny: Jan Hribik Linus Öhlund Sędziowie liniowi: Fraser McIntyre Hannu Sormunen |
| Godzina: 21:10 | 29 min. kar         |                      | 12 min. kar                                    | Widzów: 2878 Sędzia główny: Jan Hribik Linus Öhlund Sędziowie liniowi: Fraser McIntyre Hannu Sormunen |

### Ćwierćfinały
| 21 lutego 2018 | Czechy | 3:2 pk. | Stany Zjednoczone | Gangneung Hockey Center, Gangneung |

| Szczegóły      | Szczegóły                                                         | Szczegóły                 | Szczegóły                                 | Szczegóły                                                                                             |
| -------------- | ----------------------------------------------------------------- | ------------------------- | ----------------------------------------- | --- |
| Godzina: 12:10 | J. Kolář (EQ) 15:12 T. Kundrátek (EQ) 28:14 P. Koukal (GWG) 70:00 | (1:1, 1:1, 0:0, 0:0, 1:0) | 06:20 (EQ) R. Donato 30:23 (SH) J. Slater | Widzów: 2948 Sędzia główny: Oliver Gouin Linus Öhlund Sędziowie liniowi: Roman Kaderli Hannu Sormunen |
| Godzina: 12:10 | 10 min. kar                                                       |                           | 8 min. kar                                | Widzów: 2948 Sędzia główny: Oliver Gouin Linus Öhlund Sędziowie liniowi: Roman Kaderli Hannu Sormunen |

| 21 lutego 2018 | Olimpijczycy rosyjscy | 6:1 | Norwegia | Gangneung Hockey Center, Gangneung |

| Szczegóły      | Szczegóły | Szczegóły       | Szczegóły               | Szczegóły                                                                                              |
| -------------- | --- | --------------- | ----------------------- | --- |
| Godzina: 16:40 | M. Grigorienko (EQ) 08:54 N. Gusiew (PP) 13:25 W. Wojnow (EQ) 19:20 S. Kalinin (PP) 28:35 N. Niestierow (PP) 33:06 I. Tielegin (EQ) 53:15 | (3:0, 2:1, 1:0) | 27:21 (EQ) A. Bonsaksen | Widzów: 3553 Sędzia główny: Jan Hribik Timothy Mayer Sędziowie liniowi: Lukas Kohlmüller Judson Ritter |
| Godzina: 16:40 | 10 min. kar |                 | 10 min. kar             | Widzów: 3553 Sędzia główny: Jan Hribik Timothy Mayer Sędziowie liniowi: Lukas Kohlmüller Judson Ritter |

| 21 lutego 2018 | Kanada | 1:0 | Finlandia | Gangneung Hockey Center, Gangneung |

| Szczegóły      | Szczegóły            | Szczegóły       | Szczegóły  | Szczegóły |
| -------------- | -------------------- | --------------- | ---------- | --- |
| Godzina: 21:10 | M. Noreau (EQ) 40:55 | (0:0, 0:0, 1:0) |            | Widzów: 2265 Sędzia główny: Antonín Jeřábek Konstantin Olenin Sędziowie liniowi: Gleb Łazariew Henrik Pihlblad |
| Godzina: 21:10 | 6 min. kar           |                 | 4 min. kar | Widzów: 2265 Sędzia główny: Antonín Jeřábek Konstantin Olenin Sędziowie liniowi: Gleb Łazariew Henrik Pihlblad |

| 21 lutego 2018 | Szwecja | 3:4 pd. | Niemcy | Kwandong Hockey Center, Gangneung |

| Szczegóły      | Szczegóły                                                          | Szczegóły            | Szczegóły                                                                            | Szczegóły |
| -------------- | ------------------------------------------------------------------ | -------------------- | ------------------------------------------------------------------------------------ | --- |
| Godzina: 21:10 | A. Lander (EQ) 46:25 P. Hersley (PP) 49:35 M. Wikstrand (EQ) 51:37 | (0:2, 0:0, 3:1, 0:1) | 13:48 (PP) C. Ehrhoff 14:17 (EQ) M. Noebels 48:28 (EQ) D. Kahun 61:30 (EQ) P. Reimer | Widzów: 2092 Sędzia główny: Mark Lemelin Aleksi Rantala Sędziowie liniowi: Miroslav Lhotsky Nathan Vanoosten |
| Godzina: 21:10 | 4 min. kar                                                         |                      | 6 min. kar                                                                           | Widzów: 2092 Sędzia główny: Mark Lemelin Aleksi Rantala Sędziowie liniowi: Miroslav Lhotsky Nathan Vanoosten |

### Półfinały
| 23 lutego 2018 | Czechy | 0:3 | Olimpijczycy rosyjscy | Gangneung Hockey Center, Gangneung |

| Szczegóły      | Szczegóły  | Szczegóły       | Szczegóły                                                           | Szczegóły                                                                                              |
| -------------- | ---------- | --------------- | ------------------------------------------------------------------- | --- |
| Godzina: 16:40 |            | (0:0, 0:2, 0:1) | 27:47 (EQ) N. Gusiew 28:14 (EQ) W. Gawrikow 59:39 (EQ) I. Kowalczuk | Widzów: 4330 Sędzia główny: Brett Iverson Mark Lemelin Sędziowie liniowi: Jimmy Dahmen Sakari Suominen |
| Godzina: 16:40 | 6 min. kar |                 | 10 min. kar                                                         | Widzów: 4330 Sędzia główny: Brett Iverson Mark Lemelin Sędziowie liniowi: Jimmy Dahmen Sakari Suominen |

| 23 lutego 2018 | Kanada | 3:4 | Niemcy | Gangneung Hockey Center, Gangneung |

| Szczegóły      | Szczegóły                                                    | Szczegóły       | Szczegóły                                                                          | Szczegóły                                                                                                   |
| -------------- | ------------------------------------------------------------ | --------------- | ---------------------------------------------------------------------------------- | --- |
| Godzina: 21:10 | G. Brulé (PP) 28:17 M. Robinson (EQ) 42:42 D. Roy (PP) 49:42 | (0:1, 1:3, 2:0) | 14:43 (PP2) B. Macek 23:21 (EQ) M. Plachta 26:49 (EQ) F. Mauer 32:31 (PP) P. Hager | Widzów: 4057 Sędzia główny: Jozef Kubuš Timothy Mayer Sędziowie liniowi: Fraser McIntyre Aleksandr Otmachow |
| Godzina: 21:10 | 35 min. kar                                                  |                 | 16 min. kar                                                                        | Widzów: 4057 Sędzia główny: Jozef Kubuš Timothy Mayer Sędziowie liniowi: Fraser McIntyre Aleksandr Otmachow |

### Mecz o trzecie miejsce
| 24 lutego 2018 | Czechy | 4:6 | Kanada | Gangneung Hockey Center, Gangneung |

| Szczegóły      | Szczegóły                                                                               | Szczegóły       | Szczegóły | Szczegóły |
| -------------- | --------------------------------------------------------------------------------------- | --------------- | --- | --- |
| Godzina: 21:10 | M. Růžička (EQ) 09:13 J. Kovář (EQ) 46:36 R. Červenka (EQ) 56:26 R. Červenka (PP) 57:55 | (1:3, 0:0, 3:3) | 08:57 (PP) A. Ebbett 09:28 (EQ) C. Kelly 15:57 (EQ) D. Roy 45:50 (EQ) A. Ebbett 49:37 (EQ) C. Kelly 55:23 (EQ) W. Wolski | Widzów: 4807 Sędzia główny: Timothy Mayer Konstantin Olenin Sędziowie liniowi: Fraser McIntyre Aleksandr Otmachow |
| Godzina: 21:10 | 4 min. kar                                                                              |                 | 6 min. kar | Widzów: 4807 Sędzia główny: Timothy Mayer Konstantin Olenin Sędziowie liniowi: Fraser McIntyre Aleksandr Otmachow |

### Finał
| 25 lutego 2018 | Olimpijczycy rosyjscy | 4:3 pd. | Niemcy | Gangneung Hockey Center, Gangneung |

| Szczegóły      | Szczegóły                                                                             | Szczegóły            | Szczegóły                                                     | Szczegóły                                                                                               |
| -------------- | ------------------------------------------------------------------------------------- | -------------------- | ------------------------------------------------------------- | --- |
| Godzina: 13:10 | W. Wojnow (EQ) 19:59 N. Gusiew (EQ) 53:21 N. Gusiew (SH) 59:04 K. Kaprizow (PP) 69:40 | (1:0, 0:1, 2:2, 1:0) | 29:32 (EQ) F. Schütz 53:31 (EQ) D. Kahun 56:44 (EQ) J. Müller | Widzów: 5075 Sędzia główny: Mark Lemelin Aleksi Rantala Sędziowie liniowi: Jimmy Dahmen Sakari Suominen |
| Godzina: 13:10 | 4 min. kar                                                                            |                      | 6 min. kar                                                    | Widzów: 5075 Sędzia główny: Mark Lemelin Aleksi Rantala Sędziowie liniowi: Jimmy Dahmen Sakari Suominen |

## Nagrody
Dyrektoriat turnieju oraz przedstawiciele mediów wybrali najlepszych zawodników.
- Najbardziej Wartościowy Zawodnik (MVP) turnieju:  Ilja Kowalczuk

- Najlepszy bramkarz turnieju:  Danny aus den Birken
- Najlepszy obrońca turnieju:  Wiaczesław Wojnow
- Najlepszy napastnik turnieju:  Nikita Gusiew

Skład gwiazd turnieju
- Bramkarz:  Wasilij Koszeczkin
- Obrońcy:  Maxim Noreau,  Wiaczesław Wojnow
- Napastnicy:  Ilja Kowalczuk,  Pawieł Daciuk,  Eeli Tolvanen

## Inne informacje
- 20 lutego 2018 poinformowano, że w przypadku słoweńskiego hokeisty Žiga Jeglič kontrola antydopingowa podczas turnieju wykazała pozytywny wynik istnienia w jego organizmie niedozwolonej substancji (fenoterol), w związku z czym zawodnik został zawieszony i zobowiązany do opuszczenia wioski olimpijskiej w ciągu 24 godzin[38]. Wcześniej, w meczu Słowenii przeciw Słowacji 17 lutego 2018 Žiga Jeglič wykonał skutecznie najazd w pomeczowej serii rzutów karnych, przesądzając o zwycięstwie swojej reprezentacji wynikiem 3:2[39][40].
- 25 lutego 2018 po zakończonym meczu finałowym członkowie drużyny zwycięzców turnieju, tj. olimpijskich sportowców z Rosji, wykonała Hymn Państwowy Federacji Rosyjskiej w formie a cappella, łamiąc tym samym jeden z punktów zakazów wydanych przed igrzyskami przez Międzynarodowy Komitet Olimpijski[41].